# Dorsze (Kalinowo)

Ortseingang

Bauerngehöft inmitten von Dorsze

Ehemaliges Gutshaus

Dorsze [ˈdɔrʂɛ] (deutsch Dorschen) ist ein zur Gemeinde Kalinowo (Kallinowen, 1938–1945 Dreimühlen) gehörendes Dorf im nordöstlichen Masuren in der polnischen Woiwodschaft Ermland-Masuren, Powiat Ełcki (Kreis Oletzko, 1933–1945 Kreis Treuburg). 

## Geographische Lage
Das Dorf befindet sich neun Kilometer nordwestlich der Kleinstadt Kalinowo, von dort zu erreichen über zwei sich gabelnde Landstraßen, die jeweils dann zum einen über Iwaśki (Iwaschken, 1938–1945 Hansbruch), zum anderen über Marcinowo (Marczynowen, 1928–1945 Martinshöhe) in den Ort hinein verlaufen.
Das Dorf hat heute nur noch knapp 100 Einwohner. Es ist vor allem landwirtschaftlich geprägt. Daneben existiert ein Wasserwerk.

## Ortsname
Die Herkunft des Ortsnamens ist nicht eindeutig geklärt. Vermutlich nimmt er entweder Bezug auf den weiblichen Namen Dora, was der Benennung benachbarter Dörfer ebenso nach Vornamen entsprechen würde, oder auf den auch als Kabeljau bekannten Fisch Dorsch, der aber nicht in regionalen Gewässern vorkommt.
Der Ortsname Dorsze taucht im Nordosten der Woiwodschaft Ermland-Masuren zweimal auf. Ein weiteres Dorsze (ebenso deutsch: Dorschen, bis 1926 nur Gut Dorschen) befindet sich im Powiat Olecki, gehörte jedoch ehemals zum Landkreis Goldap.

## Geschichte
Das Dorf Dorschen bei Kallinowen wurde erstmals 1553 urkundlich erwähnt, als der Hochmeister des Deutschen Ordens Prinz Albrecht von Brandenburg-Ansbach, der spätere erste Herzog von Preußen, einen Vertrag nach Magdeburger Recht schloss, in dem ein Peter Schwarz mit der Verwaltung des Gutes beauftragt wurde und dafür entsprechende Abgaben aufgelistet wurden.
Später kam das Gut Dorschen über mehrere Jahrhunderte in den Besitz der polnischen Adelsfamilie Wierzbicki, die 1772 durch König Friedrich II. in den preußischen Adel aufgenommen wurde.
Zum 27. Mai 1874 wurde rund um Dorschen im Zuge einer preußischen Gemeindereform neu ein Amtsbezirk Kallinowen gebildet, der die Gemeinden Alt Czymochen, Dorschen, Gingen, Iwaschken, Kallinowen, Kokosken, Kowahlen, Maaschen, Marczynowen, Pientken und Trentowsken umfasste.
1895 hatte das Dorf Dorschen noch 229 Einwohner. Es waren zu dieser Zeit 32 landwirtschaftliche Betriebe (Bauernhöfe) vermerkt, die insgesamt 514 Hektar bewirtschafteten.
Ab Oktober 1914 fanden in der Region Kämpfe des Ersten Weltkriegs zwischen deutschen und russischen Truppen statt, die sich bis nach Dorschen hinein erstreckten. Dorschen wurde dabei zeitweise russisch besetzt. Als Folge dieser Schlacht entstand am Rande des Dorfes ein Soldatenfriedhof für 14 namentlich bekannte und 26 unbekannte deutsche Soldaten sowie vier namentlich unbekannte russische Soldaten, der heute noch rudimentär erhalten ist. 
Aufgrund der Bestimmungen des Versailler Vertrags stimmte die Bevölkerung im Abstimmungsgebiet Allenstein, zu dem Dorschen gehörte, am 11. Juli 1920 über die weitere staatliche Zugehörigkeit zu Ostpreußen (und damit zu Deutschland) oder den Anschluss an Polen ab. In Dorschen stimmten 140 Einwohner für den Verbleib bei Ostpreußen, auf Polen entfiel keine Stimme.
1933 waren noch 194, danach 1939 nur noch 165 Einwohner in Dorschen vermerkt. Diese verteilten sich auf 20 Bauernhöfe und 39 Wohnhäuser. 
Dorschen ist der einzige Ort in der Umgebung des früheren Kallinowen, der bei der 1938 erfolgten Germanisierung masurischer Ortsnamen seinen alten behielt.
Nach Ende des Zweiten Weltkriegs 1945 fiel das zum Deutschen Reich (Ostpreußen) gehörende Dorschen, das bisher schon nahe der Grenze zur polnischen Region Podlachien gelegen hatte, an Polen. 
Die ansässige deutsche Bevölkerung wurde, soweit sie nicht geflüchtet war, nach 1945 größtenteils vertrieben bzw. ausgesiedelt und neben der angestammten masurischen Minderheit durch Neubürger aus anderen Teilen Polens, insbesondere aus der Region Raczki in Podlachien stammend, ersetzt. Der Ort wurde in Dorsze umbenannt.
Von 1975 bis 1998 gehörte Dorsze zur damaligen Woiwodschaft Suwałki, kam dann 1999 zur neugebildeten Woiwodschaft Ermland-Masuren. Es ist heute Sitz eines Schulzenamtes (polnisch Sołectwo) und damit eine Ortschaft im Verbund der Gmina Kalinowo.
1978 waren nur noch 117 Einwohner in Dorsze verzeichnet. Die Einwohnerzahl ging in den folgenden Jahrzehnten weiter zurück und wurde 2008 mit 100 angegeben. 
2013 wurden 91 Einwohner gezählt.

## Religionen
Dorschen war bis 1945 in die evangelische Kirche Groß Czymochen (1928–1945 Reuß, heute polnisch Cimochy) in der Kirchenprovinz Ostpreußen der Evangelischen Kirche der Altpreußischen Union sowie in die katholische Kirche St. Andreas in Prawdziska im Bistum Ermland eingepfarrt.
Heute gehört Dorsze katholischerseits zur Pfarrkirche in Kalinowo im Bistum Ełk der Römisch-katholischen Kirche in Polen. Die evangelischen Einwohner halten sich zu den Kirchengemeinden in Ełk (Lyck) bzw. Suwałki in der Diözese Masuren der Evangelisch-Augsburgischen Kirche in Polen.

## Sehenswürdigkeiten
- Masurische Hütte in historischer Form aus Holz (Hausnummer 4) aus dem 19. Jahrhundert
- Schulgebäude aus dem 19. Jahrhundert